# Université d'État de Kamianets-Podilskyï
L’université d'État de Kamianets-Podilskyï (en ukrainien Кам'янець-Подільський національний університет імені Івана Огієнка) qui porte aussi le nom du métropolite Ilarion, Ivan Ohienko, depuis 2010 est une université de pédagogie qui forme des enseignants, située à Kamianets-Podilskyï, fondée en 1918.

## Personnalités liées
- Valeriy Smoliy, 1950- , historien et homme politique.
- Tetiana Beliaieva (1971-), judokate ukrainienne.